# Flouve odorante
Anthoxanthum odoratum
Espèce
Anthoxanthum odoratum, la flouve odorante, est une espèce de plantes monocotylédones de la famille des Poaceae (graminées), sous-famille des Pooideae, originaire des régions tempérées de l'Ancien Monde (Eurasie, Afrique du Nord).
Ce sont des plantes herbacées vivaces de hauteur moyenne, aux tiges dressées et aux inflorescences en panicules contractées.
Parfois cultivée comme plante fourragère, la flouve odorante communique au foin une odeur agréable due à la présence de coumarine.
Largement répandue en dehors de son aire d'origine, l'espèce se comporte comme une mauvaise herbe envahissante dans certaines régions, d'Australie et d'Amérique du Nord notamment. 

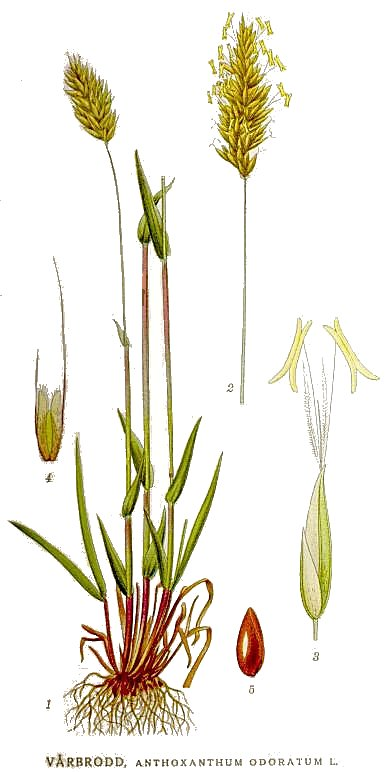
Flouve odorante, planche botanique.

## Étymologie
Son nom scientifique provient du grec anthos (« fleur ») et xanthos (« jaune »), par allusion à ses fleurs jaunes après la floraison. Les termes « odoratum » et « odorant » font référence à son odeur de coumarine après dessiccation.
Cette plante porte différents noms vernaculaires : chiendent-odorant, flouve odorante, foin-dur, foin d'odeur.

## Description générale

### Caractères biologiques
Plante vivace cespiteuse (modules qui semblent soudés entre eux, les entre-nœuds très courts de la tige faisant qu'ils se touchent) de 15 à 60 cm, rarement jusqu'à 80 cm. Cette graminée a la capacité de coloniser l'espace à grande distance par reproduction sexuée et pollinisation anémophile mais aussi à courte distance par reproduction asexuée ou clonale. Une des formes de croissance clonale existante est le développement latéral via des tiges modifiées (stolons ou rhizomes). Cette croissance se fait de manière lente par un réseau très agrégé de modules (stratégie « phalange » avec occupation durable des sites colonisés)
La coumarine est un métabolite secondaire de cette plante, la Flouve synthétisant ce composé toxique qui  participe à sa défense chimique contre les herbivores. Il correspond à des rhizodépôts allélochimiques aux effets phytotoxiques (inhibition du développement d'autres espèces végétales de la rhizosphère). La concentration en coumarine est si élevée dans les racines que l'odeur de cette substance (agréable à basse concentration) se transforme en une repoussante odeur d'écurie.
On a signalé des cas d'intoxication de bovins à la suite d'ingestion d'ensilage ou de foin contenant de la flouve odorante, mal conservés et contenant de ce fait du dicoumarol.

### Identification rapide
- Plante cespiteuse et odorante lorsqu'elle est sèche
- Épi dense et allongé
- Feuille caulinaire courte ciliée au sommet de la gaine
- Ligule est oblongue et assez souvent déchirée
- Fleur verdâtre et jaune en fin de floraison .

### Identification poussée
- Plante glabre ou velue, légèrement odorante et cespiteuse
- Tige simple, dressée ou genouillée à la base, portant deux à quatre nœuds renforcés par des fibres, d'où naissent les feuilles
- Feuilles larges de 2 à 6 mm, longues de 2 à 10 cm en moyenne, ciliée au sommet de la gaine ; dernière feuille caulinaire très courte
- Ligule oblongue, assez souvent déchirée
- Panicule contractée en épis denses, allongés et cylindriques, à surface régulière ; fleurs verdâtres et jaunes en fin de floraison (cette floraison s'étend de mars à juin, rarement juillet). Chaque épillet porte trois fleurs, de 6 à 9 mm de long, les deux fleurs inférieures étant stériles, la fleur supérieure fertile étant protandre (2 étamines typiquement en forme d'X puis ovaire surmonté de stigmates plumeux
- Glumes glabres ou velues ; glumelles des fleurs stériles très velues ; l'inférieure munie sur le dos d'une arête droite et courte, la supérieure portant une arête genouillée
- Caryopse elliptique mesurant environ 2 mm de long.

Cette flouve peut être confondue avec la fléole des prés mais cette dernière possède une inflorescence cylindrique et plus longue en moyenne (6 à 15 cm).

## Taxinomie
L'espèce Anthoxanthum odoratum a été décrite par Linné et publiée en 1753 dans son Species plantarum 1: 28. 1753.

### Synonymes
Selon Catalogue of Life (9 mars 2018) :
- Anthoxanthum asperum W.Mann ex Opiz, nom. nud.
- Anthoxanthum maderense H.Teppner
- Anthoxanthum nebrodense Lojac.
- Anthoxanthum odoratum var. altissimum Eaton & Wright
- Anthoxanthum odoratum var. corsicum (Briq.) Rouy
- Anthoxanthum odoratum var. effusum Gray
- Anthoxanthum odoratum var. laxum Wimm. & Grab.
- Anthoxanthum odoratum f. montanum (Asch. & Graebn.) A.Nyár., nom. illeg.
- Anthoxanthum odoratum var. montanum Pancic
- Anthoxanthum odoratum var. nanum DC.
- Anthoxanthum odoratum var. pilosum Döll
- Anthoxanthum odoratum var. pubescens Gray
- Anthoxanthum odoratum var. ramosum Hausskn.
- Anthoxanthum odoratum var. subramosum DC.
- Anthoxanthum odoratum f. tenerum (Asch. & Graebn.) A.Nyár.
- Anthoxanthum odoratum f. villosum (Loisel.) Bolzon
- Anthoxanthum odoratum subsp. villosum (Loisel.) Dumort.
- Anthoxanthum odoratum var. villosum Loisel.
- Anthoxanthum odoratum var. vulgare Alef.
- Anthoxanthum ovatum var. montanum Asch. & Graebn.
- Anthoxanthum ovatum var. strictum Asch. & Graebn.
- Anthoxanthum ovatum var. tenerum Asch. & Graebn.
- Anthoxanthum pauciflorum Adamovic
- Anthoxanthum pilosum Döll
- Anthoxanthum sommierianum Ricci
- Anthoxanthum villosum (Loisel.) Tinant
- Phalaris ciliata Pourr.
- Xanthonanthos odoratus (L.) St.-Lag.

### Liste des sous-espèces
Selon The Plant List (9 mars 2018) :
- Anthoxanthum odoratum subsp. furumii (Honda) T.Koyama
- Anthoxanthum odoratum subsp. nipponicum (Honda) Tzvelev

## Photographies

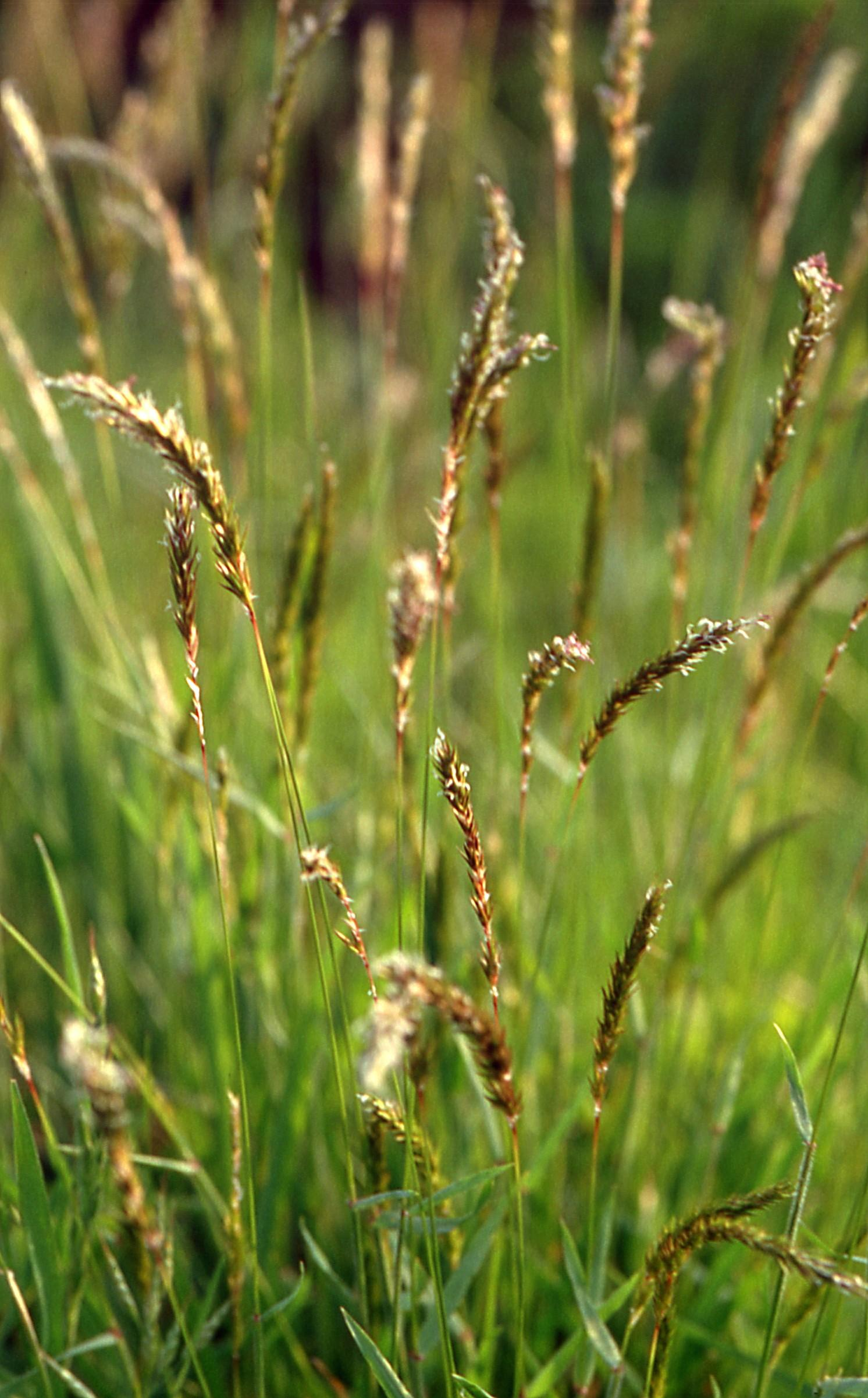
Anthoxanthum odoratum, vue générale
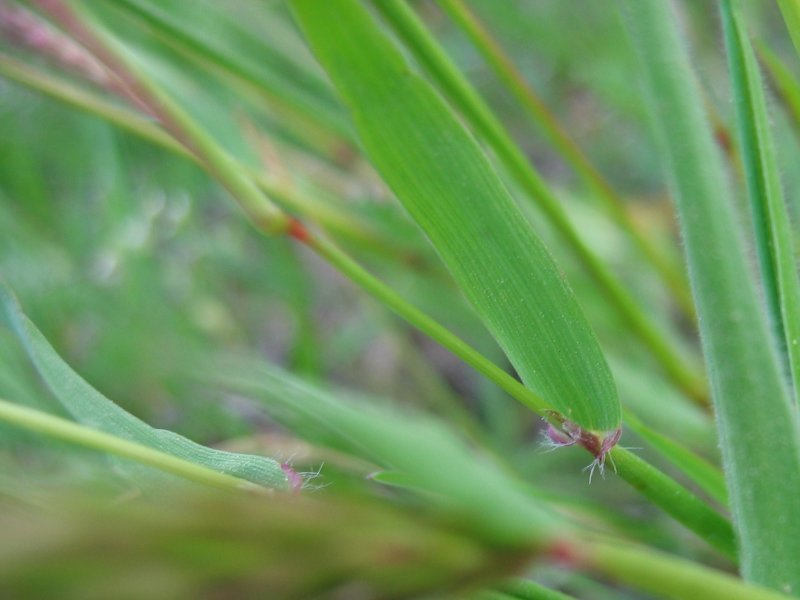
Anthoxanthum odoratum, Feuille ciliée au sommet de la gaine
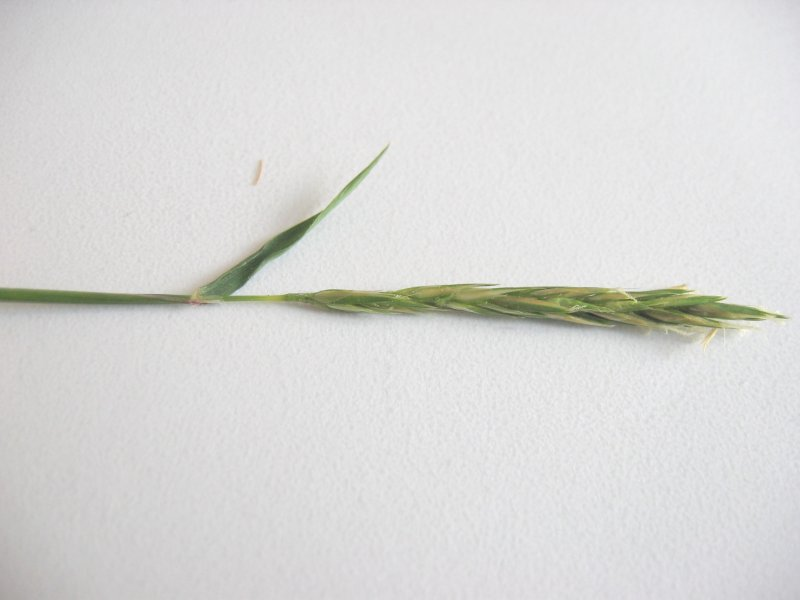
Anthoxanthum odoratum, Épis et feuille caulinaire
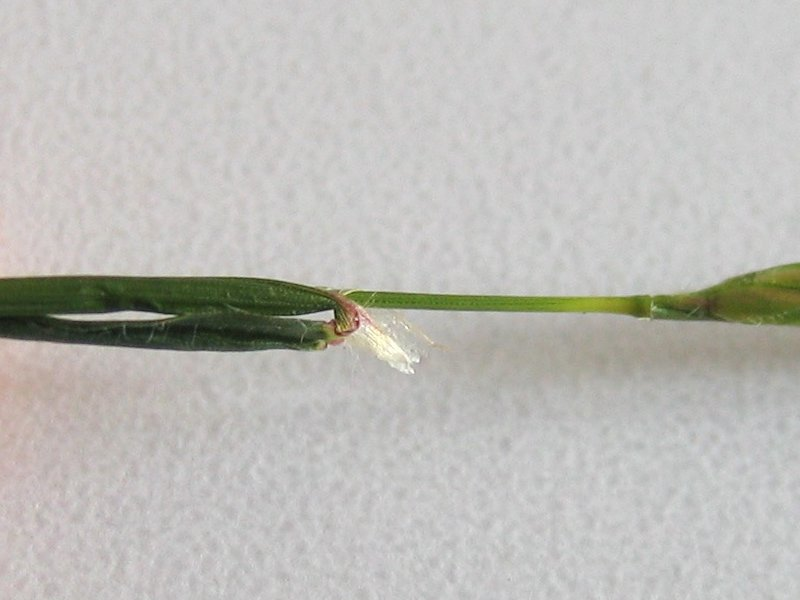
Anthoxanthum odoratum, Ligule courte et déchirée
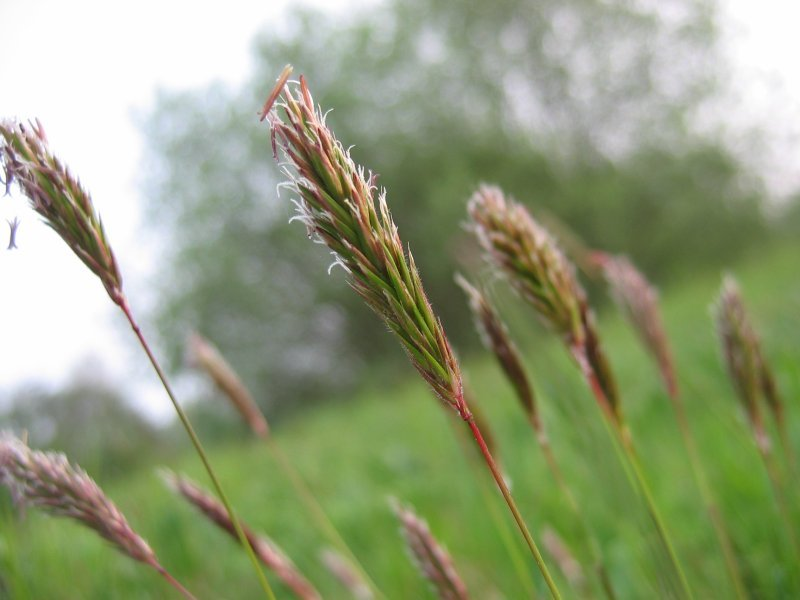
Anthoxanthum odoratum, épis en fleur
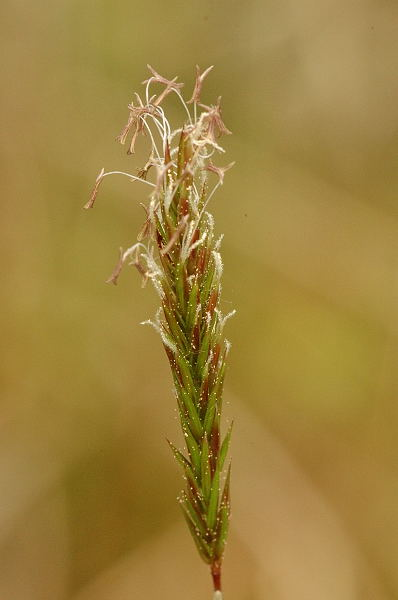
Anthoxanthum odoratum, épis en fleur
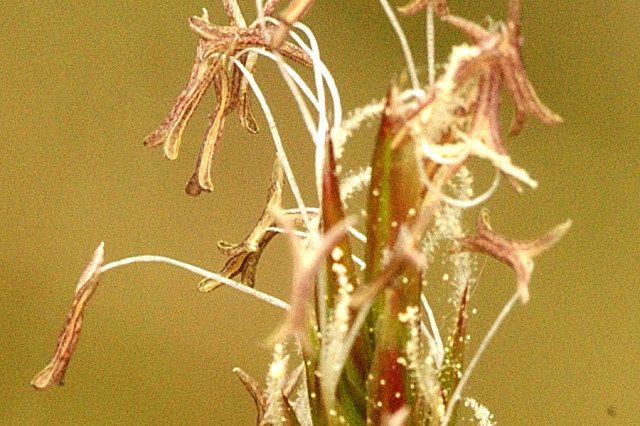
Anthoxanthum odoratum, Fleurs
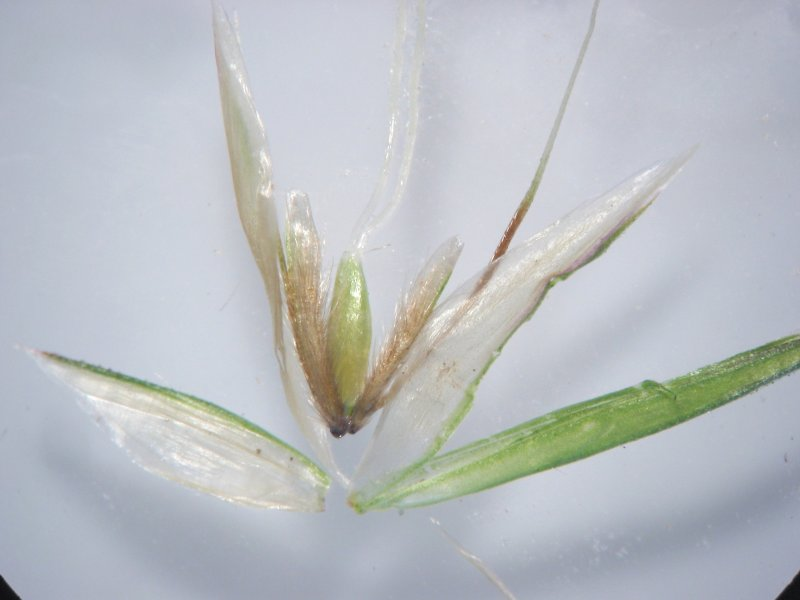
Anthoxanthum odoratum, Détails de la partie fructifiée

## Aire de répartition

### Distribution française
La Flouve odorante est commune dans presque toute la France, Corse comprise. Sa distribution s'élève à jusqu'à 3 000 m d'altitude, de l'étage collinéen à l'étage alpin et de l'étage méso-méditerranéen à l'étage supra-méditerranéen.

### Écologie
La Flouve odorante est une espèce héliophile ou de demi-ombre. Elle affectionne les sols plus ou moins pauvres en bases dont le pH est légèrement à franchement acide. Elle apprécie les sols assez secs à frais.

#### Biotope
Anthoxanthum odoratum se plait au sein des prairies sèches, fauchées et pâturées, les landes à Callune, les chemins, les lisières forestières et les forêts ouvertes acidiphiles : Chênaies (Chêne pédonculé et Chêne sessile), Pineraies et Pessières à myrtille.

## Usages et propriétés
- Plante fourragère à précocité intéressante, la flouve odorante n'est plus beaucoup cultivée en France en agriculture conventionnelle à cause de sa valeur alimentaire  moyenne. Elle est par contre très répandue et appréciée dans les prairies permanentes[9]. Des semences sont disponibles souvent destinées aux mélanges pour prairies de longue durée ou comme semences paysannes surtout destinées à l'agriculture biologique.

- Cette graminée a une utilisation condimentaire. Elle est en effet cousine de l'herbe au Bison de la Vodka et possède des propriétés et un parfum très proches, tout en étant beaucoup plus courante. L'herbe au bison dégage « un arôme délicat de noix de coco, de vanille et d'amande, puis laisse une impression sirupeuse, épaisse en bouche, due à sa très fine astringence[10] ». La flouve odorante préalablement séchée dégage le même parfum que l'aspérule odorante, qui est plus utilisée en gastronomie. Elle peut être utilisée pour parfumer des sauces, comme le propose le chef suisse étoilé Carlo Crisci. Par exemple, il ajoute 50 grammes de flouve séchée à une ballotine de rognons de veau, emballée dans une feuille d'aluminium, puis passée au four[11].

- Restrictions d'usage. Toute la plante contient de la coumarine à la dessiccation qui lui donne son odeur de vanille, d'où son utilisation pour aromatiser les tisanes. Moisie, elle contient du dicoumarol, une antivitamine K pouvant provoquer de graves hémorragies.

La plante entière aurait des propriétés médicinales : sédative et anti-inflammatoire. Elle entrerait dans les soins liés aux insuffisances veineuses, aux œdèmes circulatoires et à la circulation capillaire.